# Województwo mazowieckie (Królestwo Polskie)

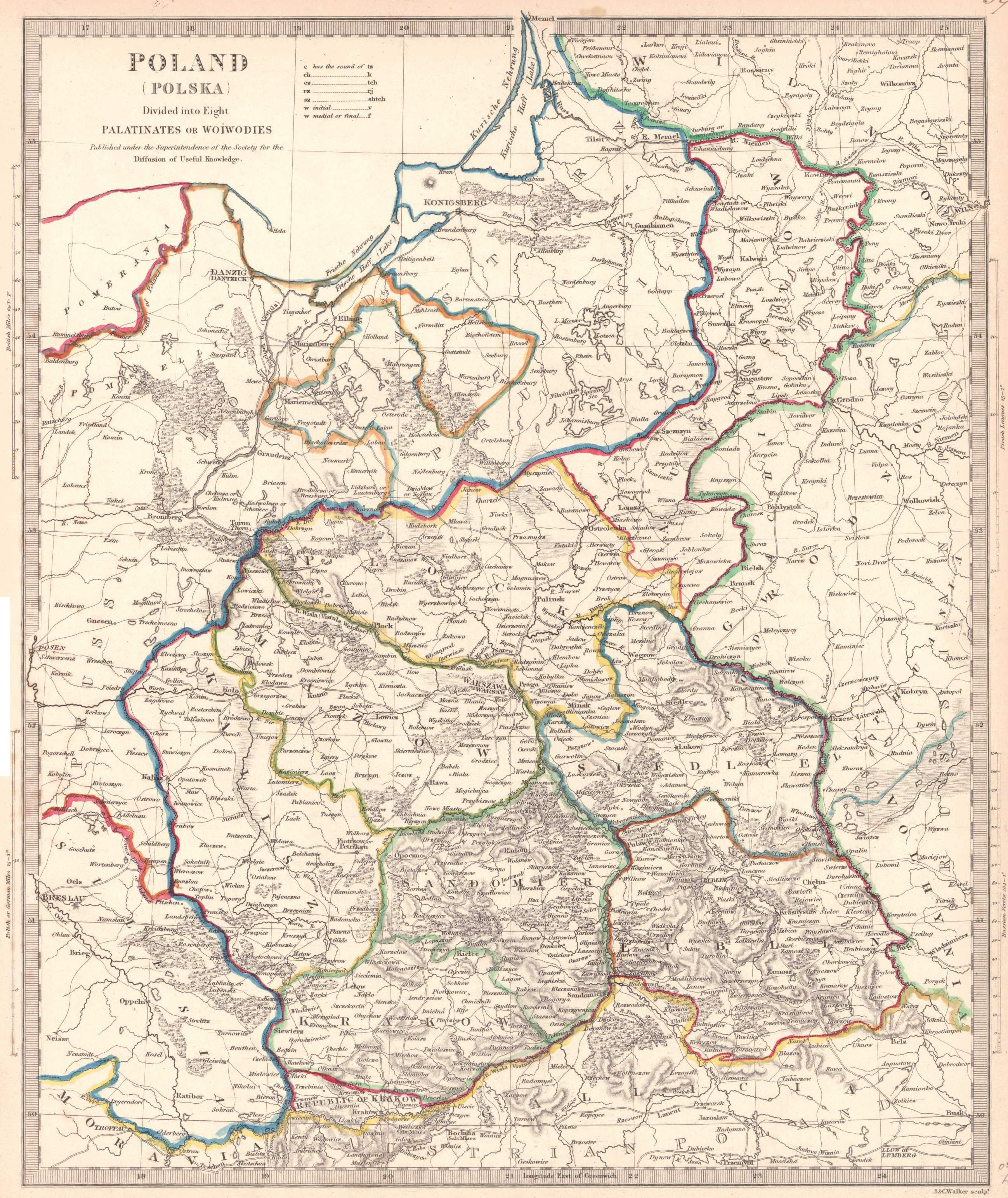
Królestwo Polskie, mapa, Londyn 1831

Województwo mazowieckie, województwo Królestwa Polskiego istniejące w latach 1816–1837 (oraz 1863) ze stolicą w Warszawie, utworzono głównie z obszaru zniesionego departamentu warszawskiego oraz trzech powiatów departamentu bydgoskiego.
Ukazem Mikołaja I z 23 lutego/7 marca 1837 r. zostało przemianowane na gubernię mazowiecką.
Województwo dzieliło się na 7 obwodów i 15 powiatów:
- obwód gostyniński (z siedzibą w Kutnie)
  - powiat gostyniński
  - powiat orłowski (z siedzibą w Kutnie)
- obwód kujawski (z siedzibą we Włocławku) – jedyny obwód utworzony z terenów byłego departamentu bydgoskiego
  - powiat brzeski
  - powiat kowalski
  - powiat radziejowski (bez Podgórza[2])
- obwód łęczycki
  - powiat łęczycki
  - powiat zgierski
- obwód rawski
  - powiat brzeziński
  - powiat rawski
- obwód sochaczewski (z siedzibą w Łowiczu)
  - powiat sochaczewski
- obwód stanisławowski (z siedzibą w Mińsku Mazowieckim[3][4])
  - powiat siennicki
  - powiat stanisławowski
- obwód warszawski
  - powiat błoński
  - powiat czerski
  - powiat warszawski

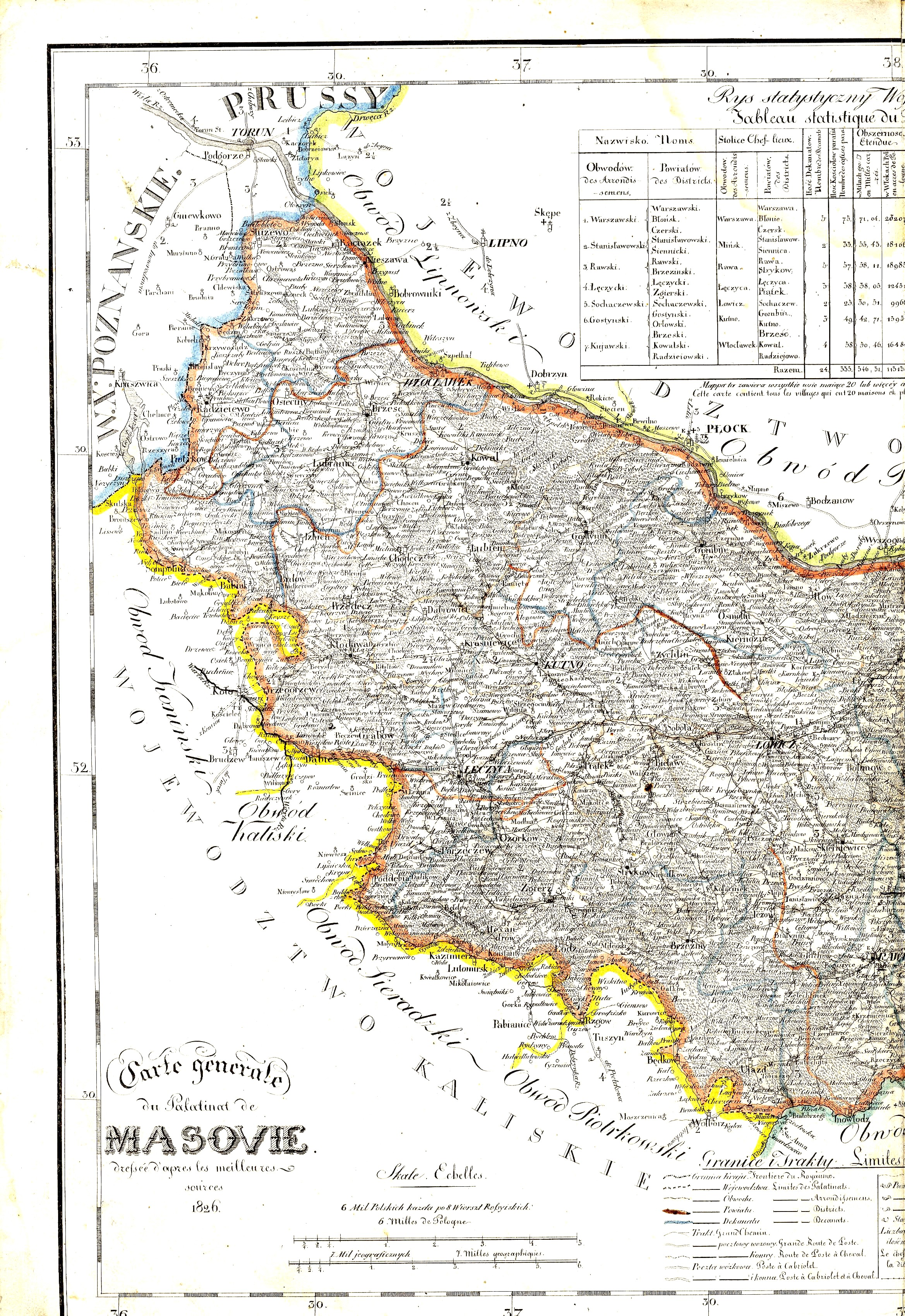
Mapa (część zachodnia), Juliusz Kolberg 1827
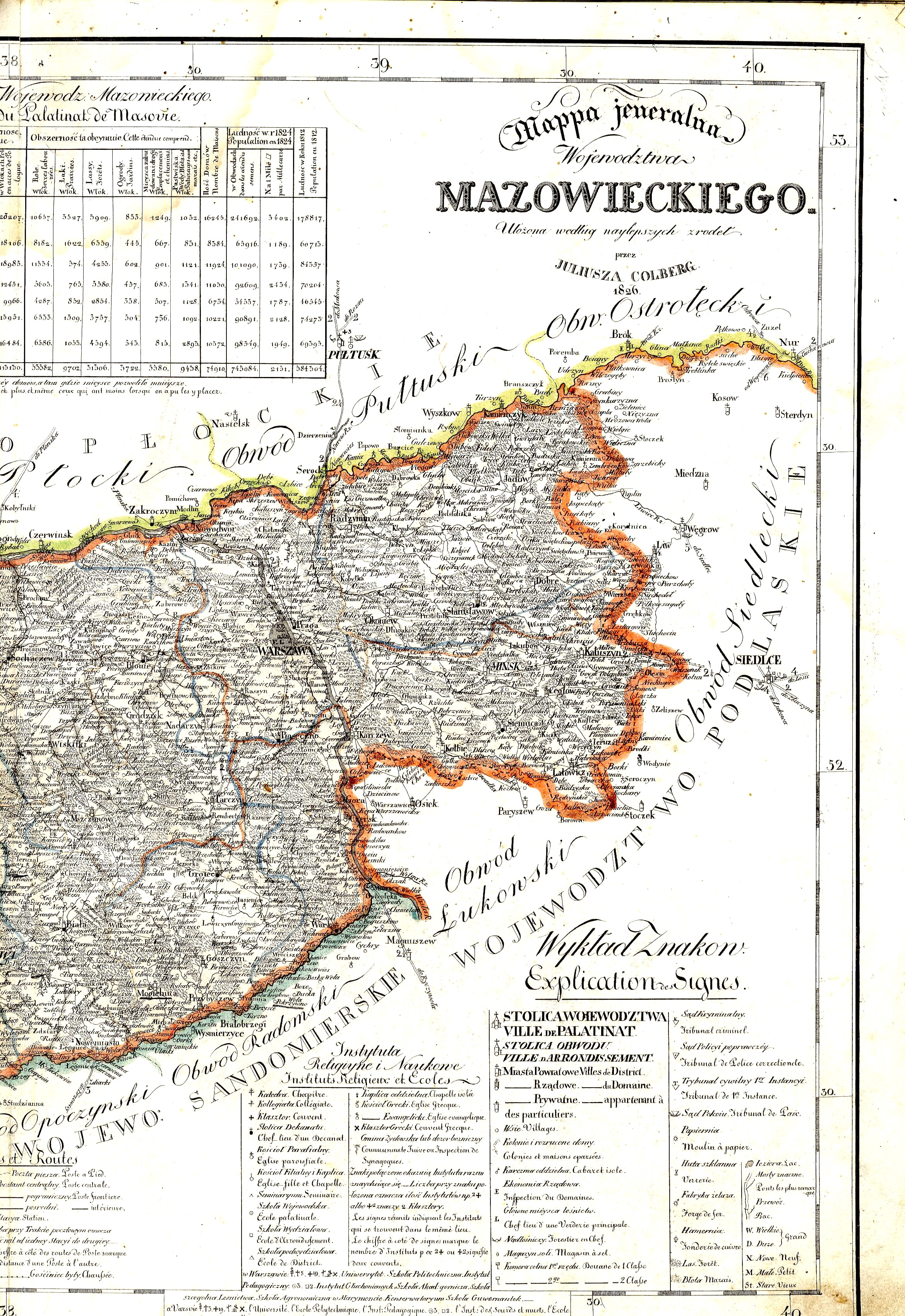
Mapa (część wschodnia), Juliusz Kolberg 1827
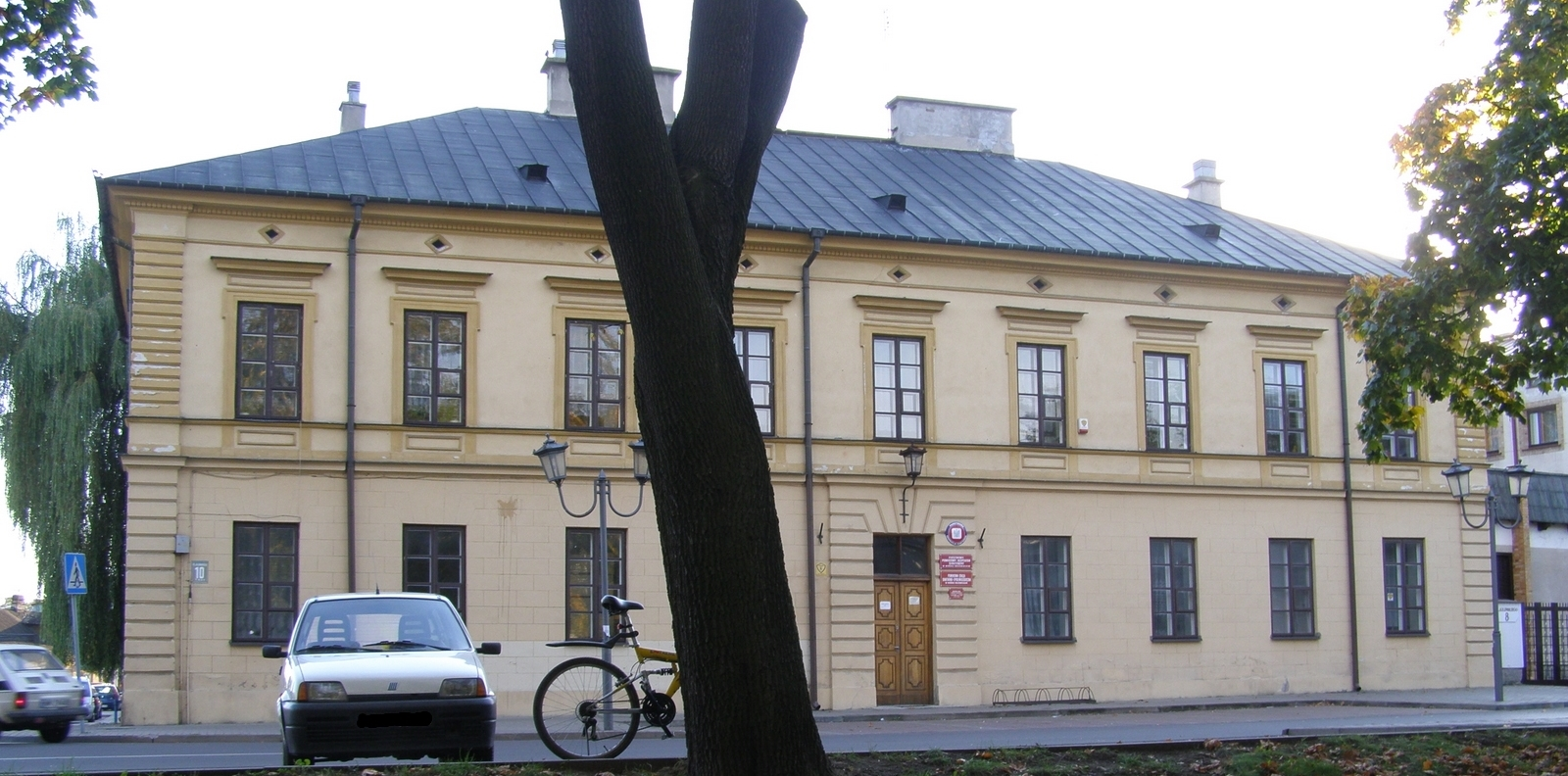
Siedziba władz obwodu stanisławowskiego

W czasie powstania styczniowego Rząd Narodowy dnia 28 marca 1863 r. ogłosił Regulamin władz administracyjnych w byłym Królestwie Kongresowym. Według regulaminu zniesiono podział administracyjny na gubernie, a zamiast tego byłe Królestwo Kongresowe podzielono na osiem województw w granicach z 1816 r. Na części terenów guberni warszawskiej przywrócono województwo mazowieckie w granicach z 1816 r.